# Arvo Pärt
Arvo Pärt (Paide, 11 de septiembre de 1935) es un compositor estonio nacionalizado austríaco de música sacra. Es ampliamente reconocido como uno de los mayores compositores de música clásica contemporánea desde fines del siglo XX. Fue el compositor vivo más interpretado entre 2012 y 2018, y el segundo (detrás de John Williams) hasta 2022, cuando volvió a ocupar el primer lugar.
Activo como compositor desde la década de 1960, Pärt realizó un conocido tránsito desde el serialismo hacia la música litúrgica, influido por su conversión a la Iglesia ortodoxa rusa. Con la creación del estilo tintinnabuli, inició en 1976 un segundo período creativo que lo posicionó como pionero y máximo referente del minimalismo sacro, junto a Henryk Górecki y John Tavener. Su larga asociación con el sello ECM de Manfred Eicher, y sus colaboraciones con músicos de la talla de Gidon Kremer y Paul Hillier también contribuyeron a este reconocimiento.
Su obra incluye trabajos de música instrumental (Tabula Rasa, Fratres, Cantus in Memoriam Benjamin Britten, Spiegel im Spiegel) y de música sinfónica coral (Berliner Messe, Passio Domini Nostri Jesu Christi Secundum Joannem, Te Deum), que ocupan un lugar consolidado en el repertorio universal contemporáneo.También compuso cuatro sinfonías y numerosas piezas para coro a cappella (Summa, Magnificat, Da Pacem Domine).
En 2014 recibió en Tokio el Praemium Imperiale en la categoría de música.

## Biografía

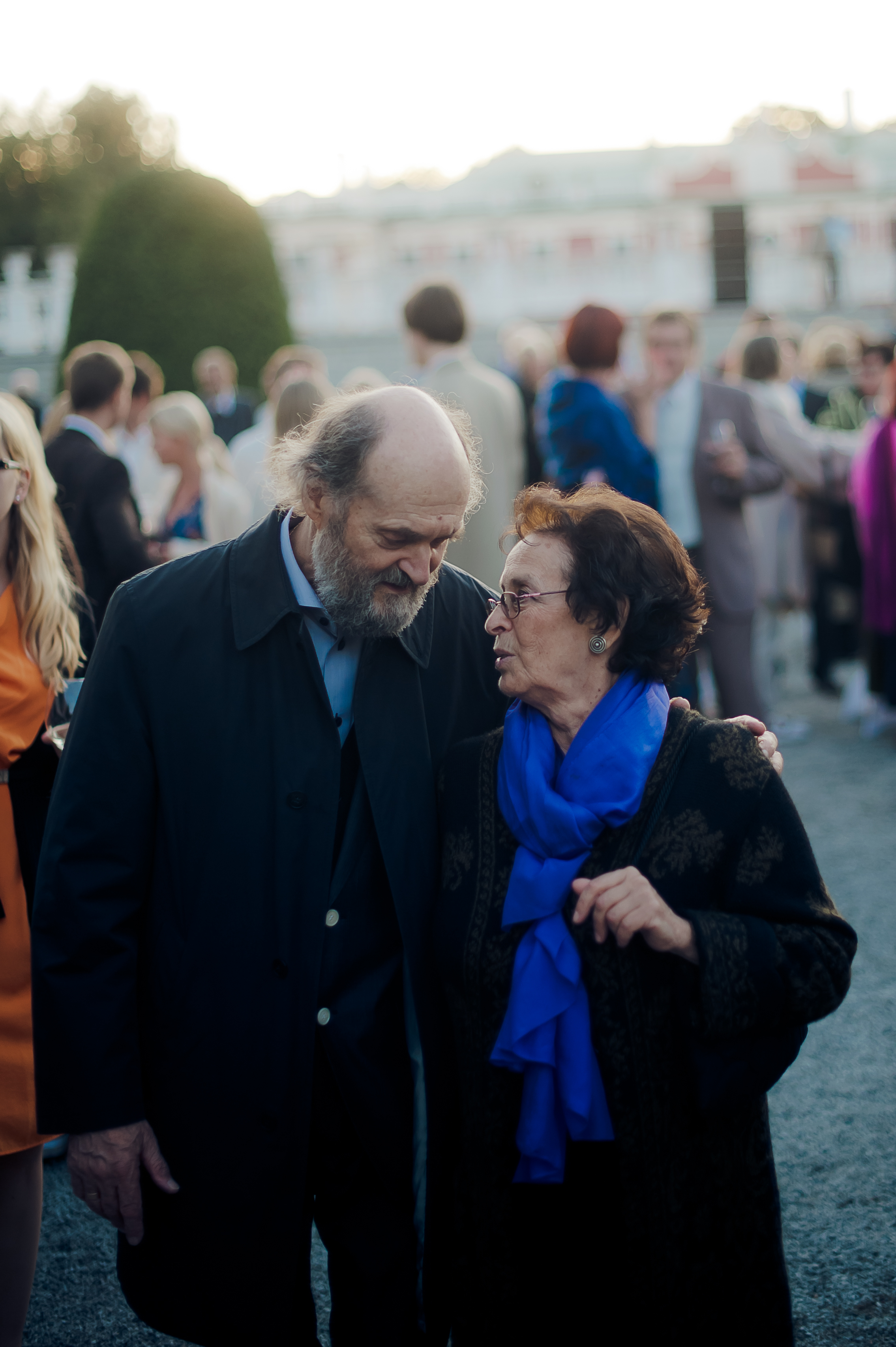
Arvo Pärt, Nora Pärt (2012).

La educación musical de Pärt comenzó a los siete años de edad. A los catorce o quince años escribió sus primeras composiciones. Mientras estudiaba composición (con el maestro Heino Eller) en el conservatorio de Tallin se decía de él que "parecía que cuando se sacudía las mangas se le caían las notas". 
Durante ese periodo tuvo muy pocas influencias externas de la Unión Soviética, exceptuando algunas grabaciones y partituras ilegales. Aunque en el momento de su nacimiento Estonia era un estado independiente, la URSS ocupó el país en 1940 como resultado del pacto Mólotov-Ribbentrop (entre la Unión Soviética y el Tercer Reich) y el país permaneció bajo el control de la Unión Soviética (excepto un período de tres años bajo ocupación alemana) durante 51 años.
Desde 1968 y hasta 1976, Part se mantuvo retirado mientras desarrolló en privado un nuevo lenguaje musical. En 1980 Pärt se exilió y emigró con su familia a Viena y luego a Berlín, donde residió muchos años. Desde entonces tiene la nacionalidad austríaca. 

## Estilo y obras
La obra de Pärt generalmente se divide en dos periodos. Sus primeras obras partieron de un neoclasicismo influido por Shostakóvich, Serguéi Prokófiev y Bela Bártok e incorporaron más tarde técnicas dodecafónicas y seriales. Algunas obras de su primer periodo fueron censuradas por las autoridades soviéticas: Nekrolog (1960) lo fue por su lenguaje dodecafónico; Credo (1968) por su temática religiosa. El compositor Paul Hillier dice acerca de este periodo: «Llegó a un punto de completa desesperación en el cual la composición de música le parecía el más inútil de los gestos, y le faltaba la fe musical y la fuerza de voluntad para escribir una sola nota».[cita requerida]
También durante esa época compuso su Tercera Sinfonía (de 1971, de estilo transicional). Sumido en una profunda crisis personal y creativa, Pärt se sumergió en la música antigua; estudió canto llano, canto gregoriano y las primeras apariciones de la polifonía en el Renacimiento. Al mismo tiempo, comenzó a explorar la religión y se unió a la Iglesia ortodoxa rusa.
La música que produjo en esta época fue radicalmente diferente. Pärt la describe como “tintineante” (tintinnabular) como el tañer de campanas. La música se caracterizaba por armonías simples, frecuentemente notas sueltas sin adornos, o acordes triádicos (los cuales formaron la base de la armonía occidental). Hay alguna reminiscencia al sonido de las campanas (de allí el nombre). Los tintinábulos son rítmicamente simples y no cambian el tempo. Es clara la influencia de la música antigua en estas obras. Otra característica de las últimas obras de Pärt es que tienen textos sagrados, aunque la mayoría de las veces elegía el latín o la lengua eclesiástica eslava que se usa en la liturgia de la iglesia ortodoxa en vez de su lengua materna (el idioma estonio).
Pärt es más conocido por sus últimas obras, y es un caso infrecuente de compositor moderno que alcanza la popularidad en vida. La música de Pärt ha atraído a la atención pública en Occidente, particularmente gracias a Manfred Eicher, que a partir de 1984 grabó varias de sus composiciones para la firma ECM Records, además de influir en la nueva generación de compositores estonios como Erkki-Sven Tüür y Lepo Sumera.
Pärt ha dicho que su música es similar a la luz que pasa a través de un prisma: la música puede tener un significado ligeramente diferente en cada oyente, creando un espectro de experiencias musicales, similar al arco iris. El compositor minimalista Steve Reich comentó acerca de Pärt: «Ya desde que estaba en Estonia, Arvo estaba sintiendo lo mismo que el resto de nosotros. [...] Amo su música y amo el hecho de que sea un hombre tan talentoso y valiente. [...] Está completamente fuera de la corriente dominante y sin embargo es enormemente popular, lo cual es muy inspirador. Su música llena una profunda necesidad humana que no tiene nada que ver con la moda».
Su música se ha usado en más de cincuenta filmes, como Väike motoroller (1962), Promised Land (‘Tierra prometida, 2004), La Morte Rouge (2006) de Víctor Erice o La gran belleza (2013) de Paolo Sorrentino. El Cantus in Memoriam de Benjamin Britten fue usado en Les Amants du Pont-Neuf (de Léos Carax, 1991), en Fahrenheit 9/11 (cuando se mostraba el final de los ataques terroristas del 11 de septiembre de 2001) y en la película Japón del cineasta mexicano Carlos Reygadas. Spiegel im Spiegel fue usado en Wit, de Mike Nichols (2001); en Swept Away, de Guy Ritchie (2002); en el drama Gerry, de Gus van Sant (2003); Soldados de Salamina, de David Trueba (2002);  Elegí, de Isabel Coixet (2008); en About Time, de Richard Curtis (2013); en La gran belleza, de Paolo Sorrentino (2013); y más recientemente, en Avengers: Age of Ultron, de Joss Whedon(2015).

## Honores y distinciones
Fue nombrado doctor honoris causa por la Universidad de Oxford en 2016.
El 31 de marzo de 2020, fue galardonado con el Premio Fundación BBVA Fronteras del Conocimiento, en la categoría de Música y Ópera.